# Badmintonsamband Islands
De Badmintonsamband Islands is de nationale badmintonbond van IJsland.
De huidige president van de IJslandse bond is Kristjan Danielsson. Anno 2015 telde de bond 5.393 leden, verdeeld over 27 badmintonclubs. De bond is sinds 1968 aangesloten bij de Europese Bond.